# 2e étape du Tour de France 2005
Pour un article plus général, voir Tour de France 2005.
La 2e étape du Tour de France 2005 s'est déroulée le 3 juillet 2005 entre Challans et Les Essarts sur une distance de 181,5 km. Elle a été remportée au sprint par le belge Tom Boonen qui revêt du même coup le maillot vert du classement par points. Il devance sur la ligne le norvégien Thor Hushovd et l'australien Robbie McEwen. Cette étape a été marquée par l'échappée de Thomas Voeckler, Sylvain Calzati, David Cañada et László Bodrogi qui seront finalement repris par le peloton non loin de l'arrivée. Thomas Voeckler hérite toutefois du maillot à pois du meilleur grimpeur, une première dans sa collection (maillot tricolore, maillot jaune et maillot blanc). David Zabriskie conserve son maillot jaune.

## Déroulement de la course

### Sprints intermédiaires
| Premier   | Robert Hunter    | 6 P. et 6 s |
| Second    | Fabian Wegmann   | 4 P. et 4 s |
| Troisième | Philippe Gilbert | 2 P. et 2 s |

| Premier   | László Bodrogi  | 6 P. et 6 s |
| Second    | Thomas Voeckler | 4 P. et 4 s |
| Troisième | Sylvain Calzati | 2 P. et 2 s |

| Premier   | László Bodrogi  | 6 P. et 6 s |
| Second    | Sylvain Calzati | 4 P. et 4 s |
| Troisième | David Cañada    | 2 P. et 2 s |

### Côtes
Côte du Lac de la Vouraie Catégorie 4 (165 km)
| Premier   | Thomas Voeckler | 3 P. |
| Second    | David Cañada    | 2 P. |
| Troisième | Sylvain Calzati | 1 P. |

## Classement de l'étape
Classement de l'étape
| \| Classement de l'étape \| Classement de l'étape \| Classement de l'étape \| Classement de l'étape \| Classement de l'étape \| \| Coureur \| Coureur \| Pays \| Équipe \| Temps \| \| --------------------- \| --------------------- \| --------------------- \| ------------------------------- \| --------------------- \| \| 1er \| Tom Boonen \| Belgique \| Quick Step-Innergetic \| 3 h 51 min 31 s \| \| 2e \| Thor Hushovd \| Norvège \| Crédit Agricole \| + 0 s \| \| 3e \| Robbie McEwen \| Australie \| Davitamon-Lotto \| + 0 s \| \| 4e \| Stuart O'Grady \| Australie \| Cofidis-Le Crédit par Téléphone \| + 0 s \| \| 5e \| Luciano Pagliarini \| Brésil \| Liquigas-Bianchi \| + 0 s \| \| 6e \| Juan Antonio Flecha \| Espagne \| Fassa Bortolo \| + 0 s \| \| 7e \| Peter Wrolich \| Autriche \| Gerolsteiner \| + 0 s \| \| 8e \| Jérôme Pineau \| France \| Bouygues Telecom \| + 0 s \| \| 9e \| Baden Cooke \| Australie \| La Française des jeux \| + 0 s \| \| 10e \| Allan Davis \| Australie \| Liberty Seguros-Würth \| + 0 s \| |                     |           |                                 |                 |
| |                     |           |                                 |                 |
| |                     |           |                                 |                 |
| Classement de l'étape |                     |           |                                 |                 |
| Coureur | Coureur             | Pays      | Équipe                          | Temps           |
| 1er | Tom Boonen          | Belgique  | Quick Step-Innergetic           | 3 h 51 min 31 s |
| 2e | Thor Hushovd        | Norvège   | Crédit Agricole                 | + 0 s           |
| 3e | Robbie McEwen       | Australie | Davitamon-Lotto                 | + 0 s           |
| 4e | Stuart O'Grady      | Australie | Cofidis-Le Crédit par Téléphone | + 0 s           |
| 5e | Luciano Pagliarini  | Brésil    | Liquigas-Bianchi                | + 0 s           |
| 6e | Juan Antonio Flecha | Espagne   | Fassa Bortolo                   | + 0 s           |
| 7e | Peter Wrolich       | Autriche  | Gerolsteiner                    | + 0 s           |
| 8e | Jérôme Pineau       | France    | Bouygues Telecom                | + 0 s           |
| 9e | Baden Cooke         | Australie | La Française des jeux           | + 0 s           |
| 10e | Allan Davis         | Australie | Liberty Seguros-Würth           | + 0 s           |

## Classement général
| \| Classement général \| Classement général \| Classement général \| Classement général \| Classement général \| \| Coureur \| Coureur \| Pays \| Équipe \| Temps \| \| ------------------ \| ------------------------- \| ------------------ \| ------------------------------ \| ------------------ \| \| 1er \| David Zabriskie \| États-Unis \| CSC \| DQ \| \| 2e \| Lance Armstrong \| États-Unis \| Discovery Channel \| DQ \| \| 3e \| László Bodrogi \| Hongrie \| Crédit Agricole \| + 47 s \| \| 4e \| Alexandre Vinokourov \| Kazakhstan \| T-Mobile \| + 53 s \| \| 5e \| George Hincapie \| États-Unis \| Discovery Channel \| DQ \| \| 6e \| Floyd Landis \| États-Unis \| Phonak Hearing Systems \| + 1 min 02 s \| \| 7e \| Fabian Cancellara \| Suisse \| Fassa Bortolo \| + 1 min 02 s \| \| 8e \| Jens Voigt \| Allemagne \| CSC \| + 1 min 04 s \| \| 9e \| Vladimir Karpets \| Russie \| Illes Balears-Caisse d'Épargne \| + 1 min 05 s \| \| 10e \| Igor González de Galdeano \| Espagne \| Liberty Seguros-Würth \| + 1 min 06 s \| |                           |            |                                |              |
| |                           |            |                                |              |
| |                           |            |                                |              |
| Classement général |                           |            |                                |              |
| Coureur | Coureur                   | Pays       | Équipe                         | Temps        |
| 1er | David Zabriskie           | États-Unis | CSC                            | DQ           |
| 2e | Lance Armstrong           | États-Unis | Discovery Channel              | DQ           |
| 3e | László Bodrogi            | Hongrie    | Crédit Agricole                | + 47 s       |
| 4e | Alexandre Vinokourov      | Kazakhstan | T-Mobile                       | + 53 s       |
| 5e | George Hincapie           | États-Unis | Discovery Channel              | DQ           |
| 6e | Floyd Landis              | États-Unis | Phonak Hearing Systems         | + 1 min 02 s |
| 7e | Fabian Cancellara         | Suisse     | Fassa Bortolo                  | + 1 min 02 s |
| 8e | Jens Voigt                | Allemagne  | CSC                            | + 1 min 04 s |
| 9e | Vladimir Karpets          | Russie     | Illes Balears-Caisse d'Épargne | + 1 min 05 s |
| 10e | Igor González de Galdeano | Espagne    | Liberty Seguros-Würth          | + 1 min 06 s |

Les Américains David Zabriskie, Lance Armstrong et George Hincapie sont déclassés en 2012.

## Classements annexes
| Classement par points | Classement par points | Classement par points | Classement par points           | Classement par points |
| Coureur               | Coureur               | Pays                  | Équipe                          | Points                |
| --------------------- | --------------------- | --------------------- | ------------------------------- | --------------------- |
| 1er                   | Tom Boonen            | Belgique              | Quick Step-Innergetic           | 35 pts                |
| 2e                    | Thor Hushovd          | Norvège               | Crédit Agricole                 | 30 pts                |
| 3e                    | Robbie McEwen         | Australie             | Davitamon-Lotto                 | 26 pts                |
| 4e                    | Stuart O'Grady        | Australie             | Cofidis-Le Crédit par Téléphone | 24 pts                |
| 5e                    | Luciano Pagliarini    | Brésil                | Liquigas-Bianchi                | 22 pts                |

| Classement par points | Classement par points | Classement par points | Classement par points           | Classement par points |
| Coureur               | Coureur               | Pays                  | Équipe                          | Points                |
| --------------------- | --------------------- | --------------------- | ------------------------------- | --------------------- |
| 1er                   | Tom Boonen            | Belgique              | Quick Step-Innergetic           | 35 pts                |
| 2e                    | Thor Hushovd          | Norvège               | Crédit Agricole                 | 30 pts                |
| 3e                    | Robbie McEwen         | Australie             | Davitamon-Lotto                 | 26 pts                |
| 4e                    | Stuart O'Grady        | Australie             | Cofidis-Le Crédit par Téléphone | 24 pts                |
| 5e                    | Luciano Pagliarini    | Brésil                | Liquigas-Bianchi                | 22 pts                |

| Classement de la montagne | Classement de la montagne | Classement de la montagne | Classement de la montagne | Classement de la montagne |
| Coureur                   | Coureur                   | Pays                      | Équipe                    | Points                    |
| ------------------------- | ------------------------- | ------------------------- | ------------------------- | ------------------------- |
| 1er                       | Thomas Voeckler           | France                    | Bouygues Telecom          | 3 pts                     |
| 2e                        | David Cañada              | Espagne                   | Saunier Duval-Prodir      | 2 pts                     |
| 3e                        | Sylvain Calzati           | France                    | AG2R Prévoyance           | 1 pt                      |

| Classement de la montagne | Classement de la montagne | Classement de la montagne | Classement de la montagne | Classement de la montagne |
| Coureur                   | Coureur                   | Pays                      | Équipe                    | Points                    |
| ------------------------- | ------------------------- | ------------------------- | ------------------------- | ------------------------- |
| 1er                       | Thomas Voeckler           | France                    | Bouygues Telecom          | 3 pts                     |
| 2e                        | David Cañada              | Espagne                   | Saunier Duval-Prodir      | 2 pts                     |
| 3e                        | Sylvain Calzati           | France                    | AG2R Prévoyance           | 1 pt                      |

| Classement du meilleur jeune | Classement du meilleur jeune | Classement du meilleur jeune | Classement du meilleur jeune   | Classement du meilleur jeune |
| Coureur                      | Coureur                      | Pays                         | Équipe                         | Temps                        |
| ---------------------------- | ---------------------------- | ---------------------------- | ------------------------------ | ---------------------------- |
| 1er                          | Fabian Cancellara            | Suisse                       | Fassa Bortolo                  | 4 h 13 min 24 s              |
| 2e                           | Vladimir Karpets             | Russie                       | Illes Balears-Caisse d'Épargne | + 3 s                        |
| 3e                           | Yaroslav Popovych            | Ukraine                      | Discovery Channel              | + 16 s                       |
| 4e                           | Tom Boonen                   | Belgique                     | Quick Step-Innergetic          | + 27 s                       |
| 5e                           | Luis León Sánchez            | Espagne                      | Liberty Seguros-Würth          | + 37 s                       |

| Classement du meilleur jeune | Classement du meilleur jeune | Classement du meilleur jeune | Classement du meilleur jeune   | Classement du meilleur jeune |
| Coureur                      | Coureur                      | Pays                         | Équipe                         | Temps                        |
| ---------------------------- | ---------------------------- | ---------------------------- | ------------------------------ | ---------------------------- |
| 1er                          | Fabian Cancellara            | Suisse                       | Fassa Bortolo                  | 4 h 13 min 24 s              |
| 2e                           | Vladimir Karpets             | Russie                       | Illes Balears-Caisse d'Épargne | + 3 s                        |
| 3e                           | Yaroslav Popovych            | Ukraine                      | Discovery Channel              | + 16 s                       |
| 4e                           | Tom Boonen                   | Belgique                     | Quick Step-Innergetic          | + 27 s                       |
| 5e                           | Luis León Sánchez            | Espagne                      | Liberty Seguros-Würth          | + 37 s                       |

| Classement par équipes | Classement par équipes | Classement par équipes | Classement par équipes |
| Équipe                 | Équipe                 | Pays                   | Temps                  |
| ---------------------- | ---------------------- | ---------------------- | ---------------------- |
| 1re                    | CSC                    | Danemark               | 12 h 39 min 17 s       |
| 2e                     | Discovery Channel      | États-Unis             | + 4 s                  |
| 3e                     | Phonak Hearing Systems | Suisse                 | + 1 min 33 s           |
| 4e                     | Gerolsteiner           | Allemagne              | + 1 min 42 s           |
| 5e                     | T-Mobile               | Allemagne              | + 1 min 51 s           |

| Classement par équipes | Classement par équipes | Classement par équipes | Classement par équipes |
| Équipe                 | Équipe                 | Pays                   | Temps                  |
| ---------------------- | ---------------------- | ---------------------- | ---------------------- |
| 1re                    | CSC                    | Danemark               | 12 h 39 min 17 s       |
| 2e                     | Discovery Channel      | États-Unis             | + 4 s                  |
| 3e                     | Phonak Hearing Systems | Suisse                 | + 1 min 33 s           |
| 4e                     | Gerolsteiner           | Allemagne              | + 1 min 42 s           |
| 5e                     | T-Mobile               | Allemagne              | + 1 min 51 s           |